# 卡斯尔康福特
15°17′06″N 61°22′26″W / 15.28500°N 61.37389°W
卡斯尔康福特（Castle Comfort）是加勒比海岛国多米尼克的一个社区，行政上由圣乔治区管辖（北部属于罗索的郊区，南部只是一座城镇）。2011年人口789人（包括附近的沃尔霍斯）。